# Каток, Анатолий Борисович
Анатолий Борисович Каток (9 августа 1944, Вашингтон (округ Колумбия), США — 30 апреля 2018, Данвилл, Пенсильвания США) — советский и американский математик, специалист по теории динамических систем, директор Центра динамических систем и геометрии в Университете штата Пенсильвания.

## Ранний период жизни и образование
Родители — Берл (Борис) Лазаревич Каток (1901—1963), инженер-металлург, и Двейра (Дора) Соркина (1905—1998). Учился в трёх московских школах: 69 (первый и восьмой классы), 637 (со второго по седьмой) и 59 (девятый класс). За десятый класс сдал экзамены экстерном и поступил в МГУ. Окончил механико-математический факультет МГУ в 1965 году и аспирантуру в 1968 году, получил степень кандидата физико-математических наук, защитив диссертацию «Применение метода аппроксимаций динамических систем периодическими преобразованиями к эргодической теории» под руководством Якова Синая.
В 1978 году с женой — математиком Светланой Каток — эмигрировал в США.

## Работа и научная деятельность
Ещё в аспирантуре совместно с Анатолием Стёпиным разработал теорию периодических аппроксимаций, сохраняющих меру преобразований, известную как аппроксимации Катка — Степина. Эта теория помогла решить классические задачи, которые восходят к фон Нейману и Колмогорову, в 1967 году за эту работу он получил премию Московского математического общества. Следующий крупный результат — теория монотонной эквивалентности (известная как теория эквивалентности Какутани), которая основана на далеко идущем обобщении понятия замены времени для потоков.
В теории динамических систем Катку принадлежат многочисленные конструкции, которые раскрывают интересные и часто неожиданные явления. Среди них — конструкция Аносова — Катка гладких эргодических сохраняющих меру диффеоморфизмов на компактных многообразиях, конструкция диффеоморфизмов Бернулли с ненулевыми показателями Ляпунова на любой поверхности и первая известная конструкция инвариантного слоения для которого не выполняется теорема Фубини (англ. Fubini foiled).
В совместной работе с Линденштрауссом и Айнзидлером (нем. Manfred Einsiedler) достигнут прогресс в поиске доказательства гипотезы Литлвуда в теории диофантовых приближений.
Сформулировал ряд гипотез и задач, повлиявших на развитие теории динамических систем. Наиболее известная из них — гипотеза Катка об энтропии, которая связывает в одной формуле важные геометрические и динамические свойства систем, являющаяся одним из первых утверждений в теории жёсткости динамических систем, с которой связаны основные труды учёного в 2000-е — 2010-е годы. Среди работ — исследования жёсткости гладких действий абелевых групп и решёток в группах Ли старшего ранга.
Одна из наиболее известных и широко цитируемых работ Катка — о топологических свойствах неравномерно гиперболических динамических систем, в которой описывается плотность периодических точек и даются оценки снизу на их число, а также даётся приближение топологической энтропии системы её значениями на гиперболических множествах (подковах). Этим темам был посвящён его приглашённый доклад на Международном конгрессе математиков в 1983 году («Неравномерная гиперболичность и структура гладких динамических систем»), а также Мемориальная лекция Руфуса Боуэна в Калифорнийском университете в Беркли в 1982 году.
Совместно со своим бывшим студентом Борисом Хасселблаттом (нем. Boris Hasselblatt) написал книгу «Введение в современную теорию динамических систем» (Cambridge University Press, 1995).
Являлся главным редактором журнала Journal of Modern Dynamics, одним из редакторов журнала Ergodic Theory and Dynamical Systems, а также членом редакционных коллегий многих изданий, в том числе — Cambridge Tracts in Mathematics и Cambridge Studies in Advanced Mathematics.

## Преподавательская деятельность
Был профессором математики в Мэрилендском университете в Колледж-Парке (1978—1984) и в Калифорнийском технологическом институте (1984—1990). С 1990 года был профессором в Университете штата Пенсильвания. Выпустил 37 докторантов.
В 1996 году совместно со своей женой Светланой Каток и Анатолием Кушниренко организовал специальную программу MASS, которую прошедшие отбор студенты бакалавриата из разных университетов для обучения в течение одного семестра проходят в Университете штата Пенсильвания.

## Награды и признание
В 1967 году совместно со Стёпиным и Оселедцем получил премию Московского математического общества.
Был членом Американской академии искусств и наук с 2004 года. С 2012 года был действительным членом Американского математического общества.

## Избранные монографии
- А. Б. Каток, Б. Хасселблат. Введение в современную теорию динамических систем / пер. с англ. А. Кононенко при участии С. Ферлегера. — М.: Факториал, 1999. — 768 с. — ISBN 5-88688-042-9.
  - Каток А. Б., Хасселблат Б. Введение в современную теорию динамических систем с обзором последних достижений / пер. с англ. под ред. А. С. Городецкого. — М.: МЦНМО, 2005. — 464 с. — ISBN 5-94057-063-1.
- Anatole Katok. Combinatorial Constructions in Ergodic Theory and Dynamics. — Pennsylvania State University, University Park, PA, 2003. — (University Lecture Series). — ISBN 978-0-8218-3496-1.
- Handbook of Dynamical Systems / Anatole Katok, Boris Hasselblatt (eds.). — Elseveir, 2002. — Vol. 1A. — ISBN 0-444-82669-6.
- Handbook of Dynamical Systems / Anatole Katok, Boris Hasselblatt (eds.). — Elseveir, 2005. — Vol. 1B. — ISBN 0-444-52055-4.
- Anatole Katok, Vaughn Climenhaga. Lectures on Surfaces: (Almost) Everything You Wanted to Know about Them. — Pennsylvania State University – AMS, 2008. — ISBN 978-0-8218-4679-7.
- Anatole Katok, Viorel Nitica. Rigidity in Higher Rank Abelian Group Actions. — Cambridge University Press, June 2011. — Vol. 1. — ISBN 9780521879095. Архивировано 28 февраля 2014 года.